# École française internationale de Philadelphie
L'École française internationale de Philadelphie (EFIP, French International School of Philadelphia) est un établissement scolaire bilingue situé à Bala Cynwyd, Pennsylvanie (Vallée du Delaware). Elle dispense un programme allant de la maternelle à la classe de 4e qui est accrédité à la fois par le ministère de l'Éducation nationale et la Middle States Association of Colleges and Schools (en).

## Histoire
L'école ouvrit ses portes en septembre 1991. À l'époque, le nombre d'expatriés français présents à Philadelphie et dans ses environs ne cessait de croître du fait de la présence de 47 entreprises françaises installées dans la région.
En 1993 l'EFIP s'est déplacé vers un nouveau bâtiment

## Population scolaire
L'école comptait 320 élèves en 2014, dont 1/3 de citoyens américains, 1/3 de citoyens français et 1/3 d'autres nationalités.